# Anachrostis timorensis
Anachrostis timorensis är en fjärilsart som beskrevs av George Francis Hampson 1926. Anachrostis timorensis ingår i släktet Anachrostis och familjen nattflyn. Inga underarter finns listade i Catalogue of Life.